# 瑞芳事件
瑞芳事件（又稱為五二七事件、五二七瑞芳思想案），發生于昭和十五年（1940年）5月27日台灣日治時期台北州基隆郡瑞芳（今新北市瑞芳區），日本方面下令逮捕瑞芳仕紳李建興等人而造成嚴重的流血事件。

## 事件經過
有人誣告礦業鉅子李建興與重慶國民政府方面有所聯繫，意圖在瑞芳招兵買馬，實行反日叛變，進攻臺灣總督府。日本憲兵隊於是搜捕瑞芳礦山，共得李建興一族及員工百餘人，皆收獄，建興三弟李建炎與其他廿餘人死於獄中。李建興1971年《紹唐詩存》有〈入獄〉詩：「州廳電話忽通知，別母吻爹自痛時。此去難明風險事，弟兄坐獄五年悲。」（作者註：「民國廿九年日吏以通謀祖國罪嫌，將余及諸弟與員工百餘人拘捕繫獄。」:31
李建興在《紹唐詩存》〈治鑛五十年自序〉則寫到：「民國二十九年『五二七』事件發生，余兄弟，皆被日吏誣以通謀祖國罪嫌，繫身囹圄，而侯硐、瑞芳二坑、金瓜石等地遭受柣連，因而死難者達七十二人。」:138
蘇新的《憤怒的台灣》稱：「金錢與女人的關係與日籍刑事產生糾紛，因此被誣告。」:94
李建興《紹唐詩存》〈呈村上豫審判官〉八絕句，隱約可見其端倪：
「案堂滿桌盡調書，徹底精查兩載餘。皂白難逃明鏡照，盼從事實判真虛。」
「去年今日恨千端，偶寫心聲意未寬。忽見明公來瀏覽，將詩呈上訴深冤。」
「有恩不念反為仇，疑是前因纏未休。今古奇觀堪借鑑，且看善惡報臨頭。」
「明知禍自莫須來，災害臨身訴不開。對證干戈非敢認，明公在上仰高裁。」
「盡是勤勞產業班，蕭牆驀地起波瀾。此心許國應無恨，只恐身殘事未安。」
「吾儕罹難在監中，端賴秋官秉大公。此案從知難辯解，縱然對審不相同。」
「天道無私不必愁，鬼神難放賊干休。而今信有光明路，豈怕人間無日頭。」
「振奮精神理最真，渠為驕子我偏氓。回觀歷歷公堂案，界限明分兩等人。」:52
1942年7月，李建和先獲釋歸家代管家業:2。李建興《紹唐詩集》有〈獄中寄六弟建和〉詩：「手復音書第一翰，萱堂賴汝慰心歡。荊妻子女來相會，述汝經營更樂觀。」:51
1943年3月11日，臺北地方法院合議部提出〈「五二七」思想案豫審約決定書〉，共26人列為被告，其中11人已死亡:21。
由於事過至今已七十多年，住在當地老一輩的居民都還記憶深刻，但移民則從無聽過此往事，因此在瑞芳這邊每年的五月二十七日都會舉辦追思會。

### 列表
- 迴響7 527事件七十週年追思 （页面存档备份，存于）